# Master of the Rings
Master of the Rings šesti je studijski album njemačkog power metal-sastava Helloween kojeg je 8. srpnja 1994. objavila diskografska kuća Raw Power. Ovo je prvi album na kojem su se pojavili novi članovi Andi Deris i Uli Kusch.
Ovaj album sadrži četiri singla, a to su "Where The Rain Grows", "Mr. Ego (Take Me Down)", "Perfect Gentleman" i "Sole Survivor", s glazbenim spotovima za prva tri. "Mr. Ego" posvećen je bivšem pjevaču skupine, Michaelu Kiskeu, i objavljen je kao EP u Europi.

## Pozadina
Helloween i pjevač Michael Kiske stigli su do kraja puta tijekom turneje za albumu Chameleon iz 1993. Zamijenio ga je Andi Deris, bivši pjevač sastava Pink Cream 69.
Nakon incidenta povezanog s alkoholom i drogom u Japanu, bubnjara i suosnivača sastava Inga Schwichtenberga prvo je zamijenio bubnjar Richie Abdel-Nabi, a zatim na trajnijoj osnovi bivši bubnjar sastava Gamma Ray Uli Kusch, koji je stigao tek kad je veći dio albuma već bio napisan.
Nakon dva vrlo kontroverzna studijska projekta i albuma uživo, Helloween se razišao s EMI Recordsom. Unatoč tome, učinak Derisa i Kuscha bio je ponovno osnaživanje njihovog zajedničkog bogatstva. U Japanu je "Master of The Rings" prodan u više od 120.000 primjeraka.

## Popis pjesama
| 1.    | »Irritation (Weik Editude 112 in C)« (instrumentalna skladba) |                        | Michael Weikath | 1:14 |
| 2.    | »Sole Survivor«                                               | Andreas Deris, Weikath | Weikath         | 4:33 |
| 3.    | »Where the Rain Grows«                                        | Deris                  | Weikath         | 4:47 |
| 4.    | »Why?«                                                        | Deris                  | Deris           | 4:12 |
| 5.    | »Mr. Ego (Take Me Down)«                                      | Roland Grapow          |                 | 7:03 |
| 6.    | »Perfect Gentleman«                                           | Weikath                | Deris           | 3:53 |
| 7.    | »The Game Is On«                                              | Weikath                | Weikath         | 4:41 |
| 8.    | »Secret Alibi«                                                | Weikath                | Weikath         | 5:49 |
| 9.    | »Take Me Home«                                                | Silvia Grapow          | Grapow          | 4:26 |
| 10.   | »In the Middle of a Heartbeat«                                | Deris, Weikath         | Deris           | 4:30 |
| 11.   | »Still We Go«                                                 | Grapow                 | Grapow          | 5:10 |
| 50:18 |                                                               |                        |                 |      |

| Bonus pjesme na japanskom izdanju | Bonus pjesme na japanskom izdanju                                 | Bonus pjesme na japanskom izdanju | Bonus pjesme na japanskom izdanju | Bonus pjesme na japanskom izdanju | Bonus pjesme na japanskom izdanju | Bonus pjesme na japanskom izdanju | Bonus pjesme na japanskom izdanju | Bonus pjesme na japanskom izdanju | Bonus pjesme na japanskom izdanju |
| Br.                               | Skladba                                                           | Autor                             | Trajanje                          |                                   |                                   |                                   |                                   |                                   |                                   |
| --------------------------------- | ----------------------------------------------------------------- | --------------------------------- | --------------------------------- | --------------------------------- | --------------------------------- | --------------------------------- | --------------------------------- | --------------------------------- | --------------------------------- |
| 12.                               | »Can't Fight Your Desire«                                         | Deris                             | 3:45                              |                                   |                                   |                                   |                                   |                                   |                                   |
| 13.                               | »Grapowski's Malmsuite 1001 (In D-Doll)« (instrumentalna skladba) | Grapow                            | 6:33                              |                                   |                                   |                                   |                                   |                                   |                                   |
| 60:36                             |                                                                   |                                   |                                   |                                   |                                   |                                   |                                   |                                   |                                   |

## Zasluge
| Helloween - Andi Deris – vokal - Michael Weikath – gitara - Roland Grapow – gitara - Markus Grosskopf – bas-gitara - Uli Kusch – bubnjevi Dodatni glazbenici - Jörn Ellerbrock – klavijature, programiranje | Ostalo osoblje - Frederick Moulaert – naslovnica - Ian Cooper – mastering - Tommy Hansen – programiranje, produkcija, miks - Michael Tibes – inženjer zvuka - George Chin – fotografije |